# سنگ‌چشم-چرخ‌ریسک
سنگ‌چشم-چرخ‌ریسک‌ها (به انگلیسی: Shriketits) گروهی از سه گونه از پرندگان در سردهٔ Falcunculus و بومی استرالیا هستند که در جنگل‌های باز اکالیپتوس و درختزارها زندگی می‌کنند.
سه گونه با گستره‌های گسسته شناخته شده است.
- سنگ‌چشم-چرخ‌ریسک شمالی (F. whitei) یا سنگ‌چشم‌چرخ‌ریسک وایت - Campbell, AJ, 1910: در ابتدا به عنوان یک گونه جداگانه توصیف شد. در منطقه کیمبرلی در شمال غربی استرالیا و تاپ اند، قلمرو شمالی یافت می‌شود.
- سنگ‌چشم-چرخ‌ریسک غربی (F. leucogaster)، یا سنگ‌چشک-چرخ‌ریسک شکم‌سفید - گولد، 1838: به‌طور پراکنده در جنوب غربی استرالیای غربی پراکنده شده است.
- سنگ‌چشم-چرخ‌ریسک شرقی (F. frontatus) - (لاثام، 1801): در جنوب شرقی استرالیا از جنوب شرقی استرالیای جنوبی، ساحلی و در حوضه موری-دارلینگ تا جنوب شرقی کوئینزلند، با برخی از رخدادهای پراکنده در شمال شرق و غرب در کوئینزلند است.

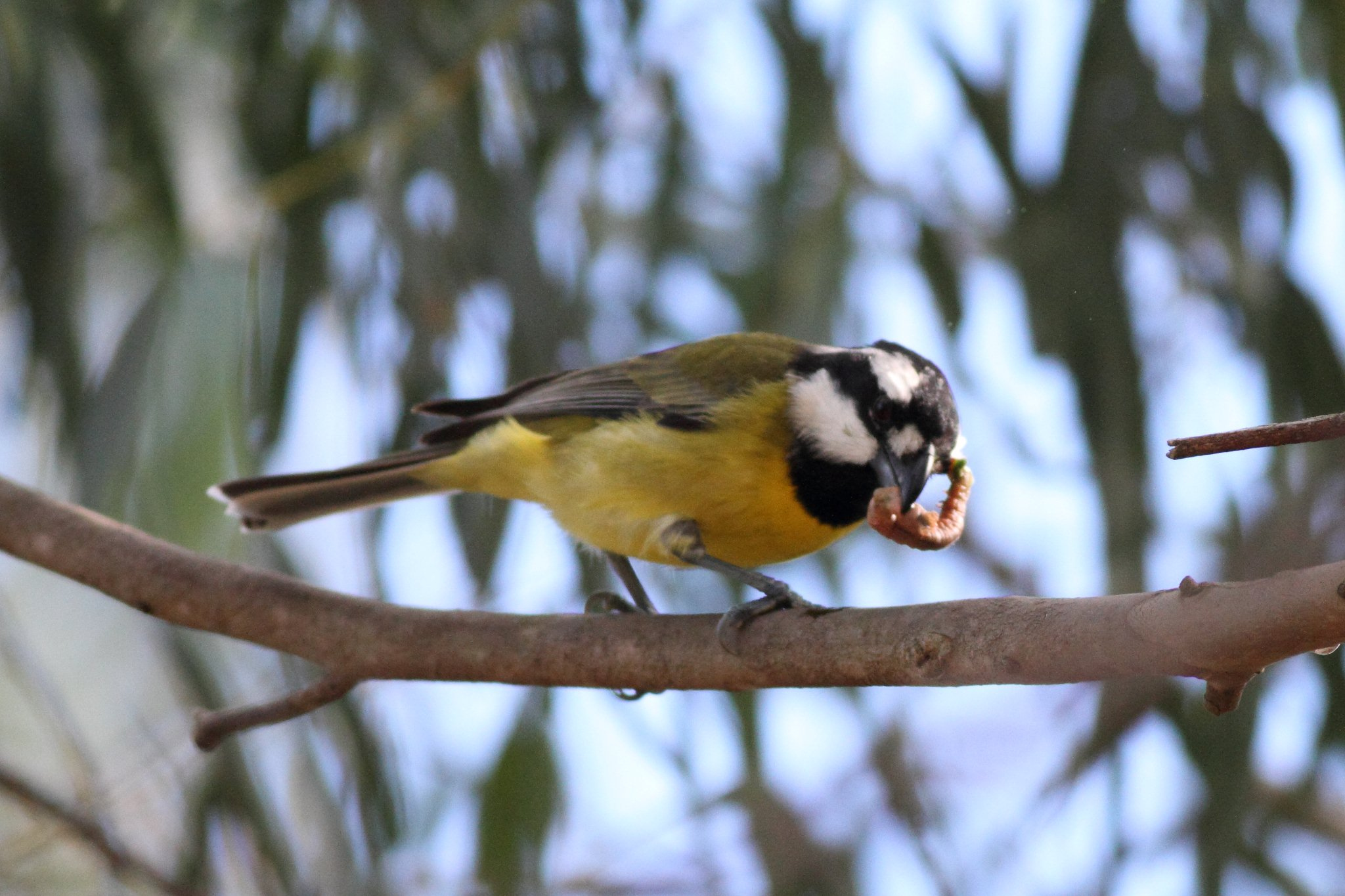
نر سنگ‌چشم-چرخ‌ریسک شرقی در حال خوردن کاترپیلار